# Kansas City Chiefs 2007
La stagione 2007 dei Kansas City Chiefs è stata la 38ª nella National Football League e la 48ª complessiva.
Considerata una stagione di transizione, il quarterback Trent Green fu scambiato con i Miami Dolphins, con il ruolo di titolare che fu diviso da Brodie Croyle e Damon Huard. Cinque diversi running back furono utilizzati dopo l'infortunio di Larry Johnson nella settimana 9. La linea offensiva invece soffrì il ritiro della guardia Hall of Famer Will Shields. Tutto ciò portò i Chiefs a terminare con un record di 4-12, al terzo posto della division.

## Roster
| Roster dei Kansas City Chiefs nel 2007 |
| --- |
| Quarterback - 12 Brodie Croyle - 8 David Greene - 11 Damon Huard Running Back - 26 Jackie Battle - 46 Boomer Grigsby FB - 30 Gilbert Harris - 21 Kolby Smith - 84 Kris Wilson FB/TE Wide Receiver - 82 Dwayne Bowe - 85 Eddie Drummond KR/PR - 18 Samie Parker - 83 Bobby Sippio - 80 Jeff Webb Tight End - 81 Michael Allan - 89 Jason Dunn - 88 Tony Gonzalez Offensive Linemen - 73 Adrian Jones T - 60 Travis Leffew T - 77 Damion McIntosh T - 61 Tre' Stallings G/T - 71 Will Svitek T - 65 Herb Taylor G/T - 54 Brian Waters G - 76 John Welbourn G/T - 62 Casey Wiegmann C Defensive Linemen - 69 Jared Allen DE - 70 Alfonso Boone DT - 95 Ron Edwards DT - 91 Tamba Hali DE - 90 Turk McBride DE/DT - 92 James Reed DT - 72 Khreem Smith DE - 93 Tank Tyler DT - 96 Jimmy Wilkerson DE Linebacker - 99 Kendrell Bell OLB - 59 Donnie Edwards ILB - 97 Keyaron Fox OLB - 50 Napoleon Harris ILB - 98 Nate Harris ILB - 56 Derrick Johnson OLB - 52 Mickey Pimentel OLB Defensive Back - 35 Rashad Barksdale CB - 24 Ty Law CB - 47 Jon McGraw FS - 44 Jarrad Page FS - 22 Dimitri Patterson CB - 49 Bernard Pollard SS - 20 Benny Sapp CB - 23 Patrick Surtain CB - 25 Greg Wesley SS Special Team - 5 John Carney K - 2 Dustin Colquitt P - 51 J.P. Darche LS Lista delle riserve - 57 Johnny Baldwin OLB (IR) - 67 Chris Bober G/C (IR) - 34 Tyron Brackenridge CB (IR) - 31 Priest Holmes RB (IR) - 27 Larry Johnson RB (IR) - 87 Eddie Kennison WR (IR) - 64 Rudy Niswanger C (IR) - 17 Maurice Price WR (IR) - 4 Tyler Thigpen QB (IR) - 55 Pat Thomas OLB (IR) - 74 Kyle Turley OT (IR) Squadra di allenamento - 48 Zac Alcorn TE - 79 Jason Capizzi OT - 45 Erick Harris S - 94 T.J. Jackson DT - 75 Joe Lobdell OT - 15 Jeff Otis QB - 66 Rob Smith G/C |
| Legenda - I rookie sono in corsivo. - Il primo ruolo è il principale mentre gli eventuali successivi indicano i ruoli secondari. - (IR) sta per Injured Reserve ed indica la lista ristretta per un solo giocatore infortunato che può tornare ad allenarsi dopo la settimana 6 e a rientrare in prima squadra dopo che questa ha giocato 8 partite. - (NF-Inj.) / (NF-Ill.) stanno rispettivamente per Non-Football Injured e Non-Football Illness ed indicano le liste dove viene inserito un giocatore che ha un infortunio o una malattia non dipendente dal football americano. - (PUP) sta per Physically Unable to Perform ed indica la lista dove viene inserito un giocatore mentre è in attesa di recuperare la condizione fisica. Nella stagione regolare dopo la sesta partita giocata dalla propria squadra, il giocatore ha tempo tre settimane per riprendere ad allenarsi, più tre settimane aggiuntive dal suo rientro agli allenamenti per rientrare in prima squadra. |

## Calendario
| Stagione regolare  |                   |                      |               |              |                            |     |        |
| Turno              | Data              | Avversario           | Risultato     | Ora          | Stadio                     | TV  | Record |
| 1                  | 9 settembre 2007  | Houston Texans       | S 20–3        | 12:00 PM CST | Reliant Stadium            | CBS | 0–1    |
| 2                  | 16 settembre 2007 | Chicago Bears        | S 20–10       | 3:15 PM CST  | Soldier Field              | CBS | 0–2    |
| 3                  | 23 settembre 2007 | Minnesota Vikings    | V 13–10       | 12:00 PM CST | Arrowhead Stadium          | Fox | 1–2    |
| 4                  | 30 settembre 2007 | San Diego Chargers   | V 30–16       | 3:15 PM CST  | Qualcomm Stadium           | CBS | 2–2    |
| 5                  | 7 ottobre 2007    | Jacksonville Jaguars | S 17–7        | 12:00 PM CST | Arrowhead Stadium          | CBS | 2–3    |
| 6                  | 14 ottobre 2007   | Cincinnati Bengals   | V 27–20       | 12:00 PM CST | Arrowhead Stadium          | CBS | 3–3    |
| 7                  | 21 ottobre 2007   | Oakland Raiders      | V 12–10       | 3:05 PM CST  | McAfee Coliseum            | CBS | 4–3    |
| Settimana di pausa |                   |                      |               |              |                            |     |        |
| 9                  | 4 novembre 2007   | Green Bay Packers    | S 33–22       | 12:00 PM CST | Arrowhead Stadium          | Fox | 4–4    |
| 10                 | 11 novembre 2007  | Denver Broncos       | S 27–11       | 12:00 PM CST | Arrowhead Stadium          | CBS | 4–5    |
| 11                 | 18 novembre 2007  | Indianapolis Colts   | S 13–10       | 12:00 PM CST | RCA Dome                   | CBS | 4–6    |
| 12                 | 25 novembre 2007  | Oakland Raiders      | S 20–17       | 12:00 PM CST | Arrowhead Stadium          | CBS | 4–7    |
| 13                 | 2 dicembre 2007   | San Diego Chargers   | S 24–10       | 12:00 PM CST | Arrowhead Stadium          | CBS | 4–8    |
| 14                 | 9 dicembre 2007   | Denver Broncos       | S 41–7        | 3:15 PM CST  | INVESCO Field at Mile High | CBS | 4–9    |
| 15                 | 16 dicembre 2007  | Tennessee Titans     | S 26–17       | 12:00 PM CST | Arrowhead Stadium          | CBS | 4–10   |
| 16                 | 23 dicembre 2007  | Detroit Lions        | S 25–20       | 12:00 PM CST | Ford Field                 | CBS | 4–11   |
| 17                 | 30 dicembre 2007  | New York Jets        | S 13–10 (dts) | 3:15 PM CST  | Giants Stadium             | CBS | 4–12   |

## Classifiche
| AFC West               |    |    |   |      |     |      |     |     |     |
|                        | V  | S  | P | %    | DIV | CONF | PF  | PS  | STR |
| (3) San Diego Chargers | 11 | 5  | 0 | .688 | 5–1 | 9–3  | 412 | 284 | V6  |
| Denver Broncos         | 7  | 9  | 0 | .438 | 3–3 | 6–6  | 320 | 409 | V1  |
| Kansas City Chiefs     | 4  | 12 | 0 | .250 | 2–4 | 3–9  | 226 | 335 | S9  |
| Oakland Raiders        | 4  | 12 | 0 | .250 | 2–4 | 4–8  | 283 | 398 | S4  |